# 서희린
서희린(1990년 10월 6일 ~)은 대한민국의 치어리더이다. 부산광역시에서 태어났으며 동의대학교 재학 중이던 2009년 롯데 자이언츠의 배트걸로 활동하였으며 현재는 NC 다이노스와 부산 kt 소닉붐의 치어리더로 활동 중이다.

## 경력
- 2012년 울산 모비스 피버스 응원단 치어리더
- 2013년 ~ 현재 부산 kt 소닉붐 응원단 치어리더
- 2013년 ~ 현재 NC 다이노스 응원단 치어리더

## 출신학교
- 대연정보고등학교
- 동의대학교 국제관광학과